# Forlitz-Blaukirchen
Forlitz-Blaukirchen is een klein dorp in de Landkreis Aurich in de Duitse deelstaat Nedersaksen. Bestuurlijk valt het dorp onder de gemeente Südbrookmerland.
Oorspronkelijk waren Forlitz en Blaukirchen (toen nog als Süd-Wolda) twee aparte kerkdorpen. De voormalige kerk in Süd-Wolda stond wegens zijn blauwe dak bekend als Blaukirch hetgeen op den duur ook de naam van het dorp werd. De dorpjes liggen in het laagste deel van Oost-Friesland waar wateroverlast, met name in de winters, tot ver in de twintigste eeuw een jaarlijks terugkerend probleem was. Dat probleem werd nog verergerd door de nabijheid van het Große Meer dat 's winters aanzienlijk uitdijde. In 1717 werd het gebied bovendien getroffen door de grote Kerstvloed die voor zeer veel schade zorgde. In de nasleep hiervan besloten de beide parochies samen te werken, waarbij beide kerken nog in gebruik bleven. Na een nieuwe watersnood, in 1825, bleken beide oude kerken dusdanig beschadigd dat nieuwbouw noodzakelijk leek. Uiteindelijk kregen beide dorpen samen in 1848 een nieuwe kerk. Bij wateroverlast was de kerk voor veel inwoners enkel per boot te bereiken.